# Humillados y ofendidos
Humillados y ofendidos (en ruso: Униженные и оскорблённые, Unízhenyie i oskorblyónnyie) es una novela del escritor ruso Fiódor Dostoyevski publicada en 1861, donde se expone la trágica situación de personajes que han sido vejados debido a su situación económica o social que, sin embargo, resisten la hipocresía y la deshumanización de sus ofensores sostenidos por su genuina bondad.
Destaca en esta narración el duro realismo con que se describen situaciones de miseria y las tensas relaciones entre las clases dominantes y subyugadas, así como la profundidad psicológica de los personajes. Asimismo, puede señalarse cierto maniqueísmo presente en la descripción de figuras como el príncipe Valkovski o la señora Boubnova, en quienes la ausencia de virtud es extrema y se encuentra resaltada por múltiples detalles.

## Contexto histórico y crítica
Humillados y ofendidos fue la primera novela larga que Dostoyevski escribió luego del exilio forzado en Siberia. Se dio a conocer en San Petersburgo en la revista Vremya (Tiempo), que fundó con su hermano Mijaíl. Fue publicada en 1861, año en que se produjo la emancipación de los siervos, quienes se vieron despojados de las tierras más fértiles, tuvieron que pagar impuestos especiales al gobierno y terminaron poseyendo los peores terrenos. Este fue un período de agitación social que dio lugar al movimiento revolucionario de la intelligentsia liderado por Nikolái Chernishevski y Nikolái Dobroliúbov, jóvenes demócratas que buscaron la caída del régimen de servidumbre y el fin del despotismo de los sectores autocráticos y burocráticos por la vía revolucionaria. Ambos fueron figuras destacadas del materialismo ruso basado en la idea del egoísmo racional, e hicieron surgir en la literatura la representación del héroe positivo de la época: un intelectual de vanguardia, demócrata revolucionario de ideas progresistas que tiene una relación práctica con la realidad y unidad de palabra y acción. Este «hombre nuevo» fue presentado por Chernishevski en su libro ¿Qué hacer?, donde muestra el origen y formación del «hombre nuevo» y los caminos al ideal socialista.
El libro de Dostoyevski, que puede considerarse enfrentado con la postura de los demócratas revolucionarios rusos, no tuvo un buen recibimiento de la crítica, y el mismo autor admitió posteriormente que fue un fracaso. Atribuyó esto a las dificultades y la tensión planteadas por los plazos de entrega exigidos por su editor, que lo obligaban a escribir segmentos cortos y le impedían realizar correcciones extensas de lo escrito, todo lo cual expresa a través del narrador, Iván Petróvich. A pesar de esto, la obra fue bien recibida por el público lector, y sigue siendo apreciada actualmente.

## Estructura
La novela Humillados y ofendidos está dividida en cuatro partes subdivididas en capítulos, más un epílogo. A menudo caracterizada como folletín debido a los finales abruptos que buscan incentivar el interés del lector, los efectos dramáticos, los personajes estáticos y simbólicos, y la trama argumental relativamente simple, esta novela por entregas está contada en primera persona por un narrador protagonista, y hace un importante uso del diálogo y el monólogo. Los capítulos están articulados fundamentalmente a partir de dos núcleos narrativos: la huida de Natalia Nikoláievna (Natasha) de la casa paterna, con las consecuencias que derivan de ello, y el encuentro con Elena. Ambos núcleos, entre los cuales hay cierto paralelismo, se unen al final con la resolución del conflicto planteado por la acción de Natasha.

## Personajes
- Iván Petróvich (Vania): es el narrador de la novela. Huérfano desde pequeño, los Ikméniev lo recogieron por piedad. Es un escritor que cayó de la fama a la miseria, y tanto su iniciación en la literatura como sus métodos de trabajo son autobiográficos: Dostoyevski suele emplear esta voz para expresar sus propias ideas sobre la escritura y su oficio. Este personaje forma parte junto con Natasha y Alekséi del primer triángulo amoroso planteado en la novela. Ante la preferencia de la muchacha por su rival, Vania permanece como amigo fiel de ambos, lo cual le permite enterarse de todo lo que ocurre entre ellos. Asimismo, Iván Petróvich es quien se hace cargo de la pequeña Nelly luego de que los planes de Boubnova se frustran gracias a su oportuna intervención.

- Natalia Nikoláievna (Natasha): es una de las protagonistas principales de la historia. Hija de Nikolái Serguéich y Ana Andréievna, poco tiempo después de llegar a San Petersburgo con su familia se enamora locamente del príncipe Alekséi, y huye con él una noche. A causa de esto, es maldecida por su padre, que se opone a este amor, y se convierte en un obstáculo para las intenciones del príncipe Valkovski. Natasha es uno de los primeros personajes femeninos cuya profundidad psicológica y personalidad Dostoyevski describe con agudeza. Asimismo, a través de ella se expone la frágil situación de las mujeres rusas y la importancia de ciertas convenciones sociales en esa sociedad.

- Elena (Nelly): es la nieta del señor Smith, una niña huérfana de unos trece años de edad recogida por Iván Petróvich cuando se descubre el abuso al que iba a ser sometida. La madre de Nelly fue abandonada por su amante luego de que huyera de la casa de su padre, vagó por el extranjero acompañada de su amigo Enrique, que la amaba, y a la muerte de este se instaló en San Petersburgo intentando encontrar a su padre. Al cruzarse en la calle, este la rechazó como lo había hecho anteriormente, y finalmente, la mujer murió de tuberculosis dejando a su hija sola y con la recomendación de buscar a su padre biológico, el príncipe Valkovski. Sin embargo, Elena no cumplió con la voluntad de su madre, y murió a causa de sus ataque de epilepsia sin haberse reconciliado con Piotr Aleksándrovich. En este personaje puede apreciarse una figura anticipadora de Ilyusha, el niño enfermo en Los hermanos Karamázov: ambos tienen una actitud huraña y desconfiada, producto de las humillaciones a las que han sido sometidos, y son estos padecimientos los que terminan produciéndoles la muerte. Asimismo, el autor se vale de Nelly para exponer ante el lector los padecimientos producidos por la epilepsia, síndrome por el que se vio aquejado desde los 9 años.[5]

- Piotr Aleksándrovich Valkovski: el príncipe Valkovski es el propietario de Vasílievskoie, un representante de la alta sociedad petersburguesa. Hombre vil y traidor, todas sus acciones estuvieron guiadas por los intereses económicos. Así, el amorío que tuvo con la madre de Nelly estuvo motivado por el dinero de su padre Smith, al que dejó en la ruina, y cuando contrajo matrimonio con la hija de un fabricante de aguardiente fue para hacerse de la dote, no dudando en abandonar a su esposa al año de casados, cuando esta acababa de dar a luz. Ya viudo, se empeñó en casar a su hijo Alekséi con Catalina Fiódorovna para obtener los tres millones de la muchacha, se convirtió en el principal enemigo de Natasha y sus conocidos, y terminó prometiéndose con la hija quinceañera de un general acaudalado. El príncipe Valkovski, que puede considerarse como paradigma del racionalismo frente al sentimentalismo de sus opositores, es el principal antagonista de los héroes de la historia. Se lo presenta como un hombre cínico y pragmático que considera que debe encararse la vida desde un nivel práctico y simple, donde los deberes estén dictados por la conveniencia. Al contrario de los otros personajes, que se sostienen en su moralidad y su visión cristiana de la vida para hacer frente a los agravios, Piotr Aleksándrovich considera que la virtud está asentada sobre una base de egoísmo. Por lo tanto, se guía por el amor propio, sin contemplaciones hacia los demás o cargos de conciencia, guiado por la fría lógica que logra conservar a pesar de su voluptuosidad.

- Alekséi Petróvich (Aliosha): es el hijo del príncipe Valkovski y amante de Natalia Nikoláievna, un hombre ingenuo y manipulable. Frente a la frialdad de su padre, Aliosha representa el candor y el sentimiento, así como el idealismo de la juventud, pero suma a ello la poca voluntad y la debilidad de carácter que da lugar a contradicciones, lo coloca en disyuntivas morales y lo hace fácilmente influenciable, hecho que aprovecha Piotr Aleksándrovich para llegar a sus fines. Sin embargo, a pesar de los errores que comete impulsado por Valkovski, Aliosha jamás actúa de mala fe, y en toda la historia es el único personaje completamente sincero. Estas peculiaridades de su carácter hacen que sea menospreciado por los demás, que lo tratan como un niño o especulan sobre cómo los otros influirán sobre su accionar. El poco respeto que se le demuestra, su extrema sinceridad, su ingenuidad y lo utópico de algunas de sus ideas son rasgos que lo hacen comparable con el protagonista de El idiota, aún a pesar de su sensualismo.

- Catalina Fiódorovna (Katia): es una rica heredera, hijastra de la condesa Zinaída Fiódorovna y futura esposa del príncipe Alekséi. Este personaje forma junto con Natasha y Aliosha el segundo triángulo amoroso de la novela, que al final se resuelve parcialmente cuando Alekséi cede en sus planes de casarse con Natalia Nikoláievna, puesto que ama más a Katia, con quien hay compatibilidad de caracteres. Catalina es una muchacha joven pero decidida, de sólidos principios y naturaleza idealista y sensible, que ama lo bueno y lo justo y detesta la mentira.

- Nikolái Serguéich Ikméniev: es el padre de Natasha y quien se hace cargo del narrador cuando este queda huérfano, un hombre orgulloso y sensible proveniente de una familia ilustre venida a menos. Fue administrador de las propiedades del príncipe Valkovski, pero debido a las malas lenguas cayó en desgracia y se vio obligado a enfrentar un juicio que lo dejó sumido en la miseria. Esa humillación y la huida de su adorada hija produjo que se endureciera su carácter, lo que a veces contribuyó a que actuara injustamente, si bien en el fondo seguía siendo un hombre bondadoso. A pesar de la fachada de orgullo que construyó ante los demás como forma de hacer frente a las ofensas, Nikolái Serguéich siguió amando profundamente a su hija, a quien no dejó de bendecir todas las noches. Luego de la vuelta de Natasha a casa, volvió a prodigarle su cariño como si nada hubiera ocurrido, y también se hizo cargo de la pequeña Nelly hasta el momento de su muerte.

- Ana Andréievna Chumílova: es la esposa de Nikolái Serguéich, una mujer muchas veces preocupada por nimiedades, pero profundamente apegada a su familia y defensora de los valores familiares. Es la madre de Natasha, a quien perdonó y adora a pesar de su fuga. A causa de ella se enfrentó a Ikméniev, a quien procuró convencer de que debía perdonar a su hija.

- Filipp Filípich Maslobóiev: es un antiguo compañero del instituto de Vania, un bebedor que se dedica a encargos oficiales y privados. Gracias a su intervención, Vania logra salvar a Nelly de la prostitución, y comprende la relación del príncipe Valkovski con la madre de la niña. Acaba siendo un buen amigo de la familia Ikméniev. Filipp Filípich es presentado como un hombre amable y bonachón, a pesar de su afición por la bebida y sus deslices.

- Aleksandra Semiónovna: es la compañera de Maslobóiev, una mujer coqueta y solidaria. Se ocupa de cuidar a Nelly cuando la pequeña enferma, y es quien la devuelve a Iván luego de su primera fuga.

- Ana Trífonovna Boubnova: es una proxeneta, alcohólica y propietaria del lugar donde vivía Nelly con su madre. Cuando su inquilina muere, la señora Boubnova se hace cargo de la pequeña Elena, pues pretende sacar provecho de la indefensa situación de la pequeña prostituyéndola. Para eso le compra vestidos de muselina que la niña destroza prontamente. Cuando había entregado a Elena a Arjípov para que este se aprovechara de ella, irrumpieron en su casa Iván Petróvich, Maslobóiev y su amigo Mitroshka, quienes arruinaron su negocio. La señora Boubnova es la segunda figura antagonista en la novela, y se la presenta como un personaje vicioso, completamente apartado de la virtud y los valores de los protagonistas principales.

- Jeremías Smith: es el abuelo de Elena, un anciano septuagenario de procedencia inglesa y nacionalizado ruso. Había sido un rico propietario industrial, pero perdió todo por culpa del príncipe Valkovski, que le robó el dinero a su hija. Enfurecido con esta por haberse marchado de casa con su amante, el anciano la maldijo y se marchó a San Petersburgo. Al final de su vida volvió a cruzarse con su hija, cuando ella ya estaba enferma, pero la repudió. Sin embargo, no rechazó a su nieta, a quien quería mucho y compraba golosinas, hasta que esta le pidió que perdonara a su madre. Cuando su hija estaba agonizando, Jeremías Smith pareció considerar la posibilidad de otorgarle el perdón, pero cuando llegó ante su cama ella ya estaba muerta. Él falleció poco después, unos minutos después de que su perro Azor dejara de existir.

- Mavra: es la criada de Natalia Nikoláievna, una mujer con carácter fuerte y poco instruida que siente profundo desagrado por el príncipe Alekséi, a pesar de dar mucha importancia a los títulos nobiliarios.

- Zinaída Fiódorovna: es la condesa amante del príncipe Valkovski, una sensual mujer apegada a los placeres sensibles y manipulable. De carácter afable y divertido, es la madrastra de Catalina Fiódorovna.

## Argumento

### Primera parte
El narrador, Iván Petróvich, comienza la historia contando la muerte de Jeremías Smith y su perro Azor, y el alquiler del cuarto que otrora ocupara el difunto. Luego se produce un retroceso en el tiempo de la historia, y relata acontecimientos de su infancia y adolescencia, presentando así a los personajes principales. Explica cómo Ikméniev llega a ser administrador de Vasílievskoie, la propiedad del príncipe Valkovski, y la querella entre Ikméniev y Valkovski que culminará en el juicio que inicia este último pretextando que la administración de Nikolái Serguéich fue poco honesta. Esto obliga a la familia a trasladarse a San Petersburgo, donde se produce el encuentro entre Iván Petróvich y la familia Ikméniev, Vania se revela como un gran escritor y surge entre él y Natasha el sentimiento amoroso. Sin embargo, el casamiento es postergado un año por indicación de Ana Andréievna, y se interpone entonces entre ambos la figura de Alexéi Petróvich, el hijo del príncipe Valkovski, de quien Natasha queda prendada al punto de decidir abandonar la casa paterna para vivir con él.
Después de narrar la fuga de Natasha, Iván Petróvich retoma la interrumpida narración y describe su mudanza al cuarto de Jeremías Smith, donde conoce a Elena. La pequeña huye al enterarse de que su abuelo ha muerto, pero al emprender el intento de perseguirla, se produce un encuentro entre Iván e Ikméniev, quien le pide que lo acompañe a casa. Allí el narrador se entera gracias a Ana Andréievna de los planes del príncipe Valkovski, que pretende casar a su hijo Alexéi con Catalina Fiódorovna para así obtener los millones que posee la muchacha, y es testigo de la maldición que Nikolái Serguéich lanza a su hija, así como del amor que todavía le profesa. Al contar esto a Natasha, la joven explica por qué no puede volver con sus padres y manifiesta su decisión de abandonar a Alexéi, resolución que momentáneamente no llegará a poner en práctica.

### Segunda parte
La segunda parte inicia con la exposición de Alexéi Petróvich de sus planes para casarse con Natasha, y con la llegada a su morada del príncipe Valkovski, quien tras haber reconocido sus defectos, solicita en un elaborado discurso la mano de Natasha para su hijo Aliosha. Más tarde, las palabras del príncipe son percibidas con desconfianza por la joven y el narrador. Por otra parte, Ikméniev expresa ante Vania su decisión de retar a duelo al príncipe, que lo ha humillado, y se opone firmemente al casamiento de Natasha.
Paralelo a esto, Iván Petróvich relata la oportuna salvación de Elena antes de ser abusada gracias a la intervención de Maslobóiev, así como el traslado de la pequeña a su casa y su larga convalecencia después de sufrir un ataque de epilepsia. El capítulo finaliza cuando Elena abandona la actitud de desconfianza hacia Iván, y cuenta la historia de su madre y su abuelo. Jeremías Smith había maldecido a su hija porque ella había huido de la casa paterna, seducida por un hombre que procedió a abandonarla después de robarle su dinero.

### Tercera parte
La tercera parte se desarrolla en torno a la figura del príncipe Valkovski y las tensas relaciones que mantiene con el resto de los personajes. El narrador cuenta el enfrentamiento entre este y Natasha, que expone los planes de Piotr Aleksándrovich ante Aliosha y finaliza su exposición negándose a aceptar la proposición de boda con Alexéi. Luego de esta disputa las diferencias de carácter entre Aliosha y su amada se hacen más evidentes, y el príncipe Alexéi pasa más tiempo visitando a Katia. Todo esto no hace más que confirmar las sospechas de Natasha, que conoce el poder del príncipe sobre su hijo y la atracción que este siente hacia Catalina Fiódorovna. Aconsejado por ella, Iván Petróvich acepta las invitaciones del príncipe Valkovski, con quien visita la casa de la madre de Katia. La joven manifiesta su rechazo por la figura de Valkovski, pues conoce que sus acciones están guiadas por el interés, y manifiesta sus dudas respecto de la medida a tomar ante la postura indecisa de Alexéi Petróvich, que ha prometido casarse con Natasha pero la ama más a ella. Luego de abandonar la casa de la condesa Zinaída, el narrador y Piotr Aleksándrovich cenan en un restaurante donde el príncipe expresa abiertamente sus intenciones, ofende a Iván con su sinceridad insultante y expone amenazantes recomendaciones para Natasha.

### Cuarta parte
En la última parte se incrementa la tensión planteada por la precaria situación de Natasha y la enfermedad de Nelly. La pequeña Elena sufre ataques de epilepsia que son propiciados por la impresión que le produjo el encuentro con el príncipe Valkovski. Es cuidada por un amigo doctor de Iván Petróvich y por Alejandra Semiónovna, con quienes adquiere un fuerte vínculo sentimental, pero la relación con Vania se vuelve distante, al punto de que se escapa dos veces su casa. La primera fuga ocurre durante una de las visitas del narrador a Natasha; la segunda toma lugar luego de un enfrentamiento con Nicolás Serguéich, a quien Nelly acusa de ser cruel y malvado. Tras esta segunda huida, Iván encuentra a la pequeña mendigando en un puente para poder pagar la taza que rompió caprichosamente frente a Ikméniev. Cuando Vania consulta por el accionar de Nelly a Natasha, ésta indica que la niña está enamorada de él, y sus reacciones no son más que ataques de celos.
Luego de explicar la actitud de Nelly, el narrador cuenta la atormentada situación del príncipe Alexéi, que termina confesando ante todos que ama más a Katia, pero promete casarse con Natasha inmediatamente, porque afirma que sin ella no puede vivir. Sin embargo, Natalia Nikoláievna sabe que todo ha concluido, y eso es lo que expresa en su reunión con Catalina Fiódorovna, donde se discute además sobre el viaje que el príncipe realizará junto a ella y su madre, la condesa Zaneida. Tras la partida de Alexéi, Natasha sufre una crisis de nervios. Mientras Vania acude a buscar al médico, la joven es visitada por el príncipe Valkovski, que le propone engañosamente que viva con el conde Nainski. Ante el vehemente rechazo de Natasha ante esta proposición, el príncipe amenaza abiertamente a la muchacha con recluirla en un reformatorio.
Tras presenciar el final de esta escena, Vania decide llevar a cabo una idea que había tenido anteriormente junto a Ana Andréievna, y solicita la ayuda de Nelly. Lleva a la pequeña a la casa de Ikméniev, y le pide que cuente su historia. Con esto pretende persuadir a Nicolás Serguéich para que perdone a su hija. Cuando Elena termina de contar la muerte de su madre en la miseria, sin haber sido perdonada por Jeremías Smith en ningún momento, Ikméniev efectivamente se conmueve y toma la resolución de ir a buscar a Natasha, pero esto no resulta necesario porque en ese momento se produce la llegada de la joven a la casa paterna. En el emotivo reencuentro Ikméniev confiesa que había perdonado a su hija hace mucho, que todas las noches caminaba hacia su casa para poder bendecirla desde lejos, y que aunque han sido humillados y ofendidos, ahora podrán hacer frente a esa situación porque están unidos y orgullosos de sí mismos.
En determinado momento, los personajes descubre que Nelly no se encuentra entre ellos. La encuentran en una de las habitaciones, delirando con su madre. Al verlos, sufre un ataque de epilepsia.

### Epílogo
En el epílogo se narran los hechos posteriores a la vuelta a casa de Natalia Nikoláievna. Vania termina su novela y la entrega a su editor, Alejandro Petróvich, recibiendo a cambio 50 rublos. En su visita a los Ikméniev, se entera de que Nicolás Serguéich consiguió un puesto en Perm y planea mudarse allá con la familia, llevando consigo a Nelly. Natasha le muestra algunas cartas recibidas de Aliosha y Katia, en la última de las cuales el joven príncipe rompe la promesa de matrimonio que había formulado antes de partir de viaje, le informa de su próxima boda con Catalina Fiódorovna y le pide sentidas disculpas.
Tras el ataque de epilepsia sufrido la noche en que Natasha volvió con sus padres, la gravedad del estado de Nelly incrementa. La joven sabe que morirá pronto, y en una de las veladas que Iván Petróvich, Maslobóiev y el doctor pasaban con la familia Ikméniev, la pequeña expresa ante Vania que no tiene deseos de realizar el viaje que planea Nicolás Serguéich. Después de esa noche, Elena agoniza por quince días en los que sufre alucinaciones relacionadas con su abuelo y la señora Boubnova.
Maslobóiev revela el secreto que había guardado por mucho tiempo y aclara los múltiples indicios que el narrador había dejado en toda la historia: Elena podría ser hija legítima del príncipe Valkovski, quien habría sido el que sedujo a la madre de la niña para luego abandonarla. Nelly confirma esta sospecha en uno de sus pocos períodos de lucidez, cuando le cuenta a Vania sobre su relicario y la manera en que se vengó de su padre biológico al no perdonarlo por lo que hizo y preferir permanecer con la señora Boubnova antes que con él. La pequeña muere al poco tiempo, y una semana después del velorio los Ikméniev salen de viaje. La novela termina con el diálogo que Natasha y Vania mantienen al finalizar el entierro, cuando la joven afirma que siente que todo lo ocurrido durante el año no fue más que un sueño, y el narrador lee en sus ojos el agridulce lamento por la felicidad perdida.

## Análisis
El libro de Dostoyevski constituyó una reacción conservadora ante el nihilismo cínico —encarnado por el príncipe Valkovski— y del movimiento socialista de la época, y se postuló como una defensa de los valores familiares, la espiritualidad y la ortodoxia rusa. Es una obra de ficción en la que se exponen los defectos y abusos sociales de las clases dominantes, frente a la cual los humillados y ofendidos se mantienen sostenidos por sus valores y la fe cristiana.
En un plano metafórico, puede leerse en ella un enfrentamiento entre el mal y el bien donde no hay una victoria definitiva y ambas partes deben hacer renuncias: el príncipe Valkovski logra que los planes que tenía para su hijo sean llevados a cabo y la ofensa que realizó a la madre de Nelly jamás es vengada, pero el conflicto de Natasha logra solucionarse y los deseos de la señora Boubnova son frustrados. A partir de esto puede leerse en la novela un planteamiento tácito de la preocupación moral de Dostoyevski por la existencia de Dios y las consecuencias éticas del ateísmo.